# Rüdiger Pipkorn
Rüdiger Pipkorn (Gera, 19 november 1909 - Halbe, 25 april 1945) was een Duitse officier en Oberst i.G. en tijdelijk SS-Standartenführer tijdens Tweede Wereldoorlog. Hij voerde aan het einde van de Tweede Wereldoorlog het commando over de 35. SS- und Polizei-Grenadier-Division.

## Leven
Op 19 november 1909 werd Rüdiger Pipkorn geboren in Gera. Na zijn schoolgang meldde hij zich in 1938 aan bij het Heer. En werd bevorderd tot Leutnant. Hierna volgde nog meerdere bevorderingen. Met zijn bevordering tot Hauptmann op 1 januari 1939. 

### Tweede Wereldoorlog
Pipkorn nam deel aan de Poolse Veldtocht en raakte gewond. Hiervoor werd hij onderscheiden met het Gewondeninsigne 1939 in zwart. Na zijn herstel werd hij geplaatst in het Führerreserve (OKH). Vanaf 4 maart 1940 tot 4 juni 1940 was Pipkorn verbindingsofficier in de Panzergruppe Kleist. Hierna werd hij overgeplaatst naar de Generalquartiermeister (Generaalkwartiermeester) van de Generale staf van het Heer. Binnen de Generale Staf werd Pipkorn weer geplaatst in de Sonderstab (speciale staf) van de Oberquartiermeister (opperkwartiermeester) van het Ersatzheer (reserve leger). Vanaf 5 februari 1941 tot 10 september 1942 was Pipkorn geplaatst bij de Chefgruppenleiter van de Generaalkwartiermeester van de Generale Staf van het leger in het Oberkommando des Heeres. Tijdens deze periode werd hij opgenomen in de Generale Staf van het Heer. Op 1 januari 1942 werd hij bevorderd tot Major i.G.. Op 11 september 1942 werd Pipkorn benoemd tot 1. Generalstabsoffizier (1e Generale Stafofficier) van het LVI. Panzerkorps (56e Pantserkorps). Op 1 mei 1943 werd hij bevorderd tot Oberstleutnant i.G.. 
Op 30 juni 1943 werd Pipkorn als stafofficier overgeplaatst naar de Waffen-SS. En werd als officier geplaatst in het SS-Führungshauptamt. Hij werd als Ia geplaatst in de SS-Polizei-Division. Hij diende bij het de SS-Polizei-Division tweemaal als Ia, hierna werd hij opgevolgd door de SS-Hauptsturmführer Helmut Kordts. Op 26 november 1943 volgde Pipkorn zijn benoeming tot stafchef van het II SS Pantserkorps. Hierna volgde zijn officiële opname in de Waffen-SS, en hij werd op 22 november 1943 als een SS-Obersturmbannführer (luitenant-kolonel) ingeschaald. Op 1 juli 1944 volgde zijn reguliere bevordering in de Heer tot Oberst i.G.. Niet lang hierna volgde ook zijn bevordering tot SS-Standartenführer (kolonel) in de Waffen-SS. Hierna werd Pipkorn voor een periode in het Führerreserve van het SS-Führungshauptamt geplaatst.
Op 1 maart 1945 werd Pipkorn benoemd tot commandant van het 35. SS- und Polizei-Grenadier-Division. In april 1945 lag de divisie in stelling aan de rivier de Neisse in de buurt van Guben ten zuidoosten van Berlijn. Op 16 april 1945 begon het Russische offensief om Berlijn. Op 25 april 1945 sneuvelde Pipkorn tijdens een poging om uit de zak van Halbe te ontsnappen. Andere bron vermeldt: 24 april 1945 als dag van sneuvelen van Pipkorn.

## Familie
Pipkorn was getrouwd. Het echtpaar had een kind.

## Carrière
Pipkorn bekleedde verschillende rangen in zowel de Heer als Waffen-SS. De volgende tabel laat zien dat de bevorderingen niet synchroon liepen.
| Datums                                       | Heer                | Waffen-SS                            |
| -------------------------------------------- | ------------------- | ------------------------------------ |
| 1938                                         | Leutnant            | —                                    |
| 1938                                         | Oberleutnant        | —                                    |
| 1 januari 1939                               | Hauptmann           | —                                    |
| 1 januari 1942                               | Major i.G.          | —                                    |
| 1 mei 1943                                   | Oberstleutnant i.G. | —                                    |
| 1 juli 1944                                  | Oberst i.G.         | —                                    |
| 22 november 1943                             | —                   | SS-Obersturmbannführer der Waffen-SS |
| 1 september 1944 (met RDA vanaf 1 juli 1944) | —                   | SS-Standartenführer der Waffen-SS    |

- Afkorting: i.G. = in de Generale Staf

## Lidmaatschapsnummers
- NSDAP-nr.: geen lid[1][7][9]
- SS-nr.: zonder nummer, geen lid[7][9]

## Onderscheidingen
- Duitse Kruis in goud[9] op 19 augustus 1944 als Oberst i.G. en SS-Standartenführer en Chef van de Generalstab van het II SS Pantserkorps[3][1][10][8][7][2]
- IJzeren Kruis 1939, 1e Klasse[9][8][1] (1[7] oktober 1941[3][10][2]) en 2e Klasse[9][8][1] (13[7] september 1939[3][10][2])
- Gewondeninsigne 1939 in zwart[8][1][9] op 8 oktober 1939[3][10] - 18 oktober 1939[7][2]